# Final de Ascenso 2017-18
La Final de Ascenso 2017-18 fue una llave de definición en la cual se enfrentaron el campeón del Torneo Apertura 2017: Alebrijes de Oaxaca, contra Tapachula, campeón del Torneo Clausura 2018, disputándose en partidos de ida y vuelta, para determinar al equipo que ascendería a la Liga Bancomer MX. Debido a  que Alebrijes y Tapachula no cumplieron con los requisitos para ascender, dicha final solo otorgó al ganador un premio económico.

## Sistema de competición
Disputaron la Final de Ascenso 2017-18  los campeones de los Torneos Apertura 2017 y Clausura 2018. El Club con mayor número de puntos en la Tabla General de Clasificación de la Temporada 2017-2018, (tabla que suma los puntos obtenidos por los Clubes participantes durante ambos Torneos) y tomando en cuenta los criterios de desempate establecidos en el reglamento de competencia, fue el que jugó como local el partido de vuelta, eligiendo el horario del mismo y debiéndose jugar obligatoriamente en sábado y sábado.
El Club vencedor de la Final de Ascenso fue aquel que en los dos partidos anotó el mayor número de goles, criterio conocido como marcador global. Si al término del tiempo reglamentario el partido estaba empatado, se agregarían dos tiempos extras de 15 minutos cada uno. De persistir el empate en estos periodos, se procedería a lanzar tiros penales, hasta que resultara un vencedor.
Si el Club vencedor fuera el mismo en los dos Torneos, se produciría el ascenso automáticamente.

## Información de los equipos
| Equipo    | Entrenador        | Estadio               | Ciudad                   | Patrocinador    | Kit          |
| --------- | ----------------- | --------------------- | ------------------------ | --------------- | ------------ |
| Oaxaca    | Irving Rubirosa   | Tecnológico de Oaxaca | Oaxaca de Juárez, Oaxaca | Ópticas América | Keuka        |
| Tapachula | Gabriel Caballero | Olímpico de Tapachula | Tapachula, Chiapas       | Chiapas         | Silver Sport |

## Partidos

### Oaxaca-Tapachula
| 5 de mayo de 2018, 20:30 | Tapachula                                                   | 5:1 (1:0) | Oaxaca      | Estadio Olímpico de Tapachula, Tapachula, Chiapas              |                                                                |
|                          | - Ramos 4' - Bárcenas 49', 63' - Araujo 57' - Hernández 82' | Reporte   | Nápoles 60' | Asistencia: 17 511 espectadores Árbitro(s): Oscar Mejía García | Asistencia: 17 511 espectadores Árbitro(s): Oscar Mejía García |

| 12 de mayo de 2018, 19:00                                      | Oaxaca           | 2:1 (2:0) | Tapachula   | Estadio Tecnológico de Oaxaca, Oaxaca de Juárez, Oaxaca              |                                                                      |
|                                                                | Madrigal 21' 34' | Reporte   | Ayoví 90+2' | Asistencia: 8 727 espectadores Árbitro(s): Jonathan Hernández Juárez | Asistencia: 8 727 espectadores Árbitro(s): Jonathan Hernández Juárez |
| Tapachula es campeón de la temporada 2017-2018 del Ascenso MX. |                  |           |             |                                                                      |                                                                      |

#### Final - Ida
| 19    | POR   | Gaspar Servio      |     |
| 6     | DEF   | William Dias       |     |
| 20    | DEF   | Félix Araujo       |     |
| 22    | DEF   | Enrique Pérez      |     |
| 30    | DEF   | Luis Hernández     |     |
| 7     | MED   | Bruno Costa        |     |
| 9     | MED   | Christian Bermúdez |     |
| 16    | MED   | Adolfo Domínguez   | 73' |
| 11    | MED   | Édgar Bárcenas     |     |
| 10    | DEL   | Edy Brambila       | 79' |
| 28    | DEL   | Leonardo Ramos     | 68' |
| D. T. | D. T. | Gabriel Caballero  |     |

| 1     | POR   | Édgar Hernández   |     |
| 27    | DEF   | Armando Escobar   |     |
| 4     | DEF   | Rodrigo Noya      |     |
| 5     | DEF   | Emilio Mac Eachen |     |
| 31    | DEF   | José Medina       |     |
| 8     | MED   | Renato Román      |     |
| 10    | MED   | David Toledo      | 74' |
| 11    | MED   | Carlos Acosta     | 58' |
| 25    | MED   | José Tehuitzil    |     |
| 9     | DEL   | Luis Madrigal     | 58' |
| 28    | DEL   | Martín Zúñiga     |     |
| D. T. | D. T. | Irving Rubirosa   |     |

| 18 | Delantero      | Eduardo Pérez     | 68'   |
| 73 | Centrocampista | Diego de la Torre | 73'   |
| 5  | Centrocampista | Noé Maya          | Entró |

| 29 | Centrocampista | Carlos Rosel   | 58' |
| 18 | Centrocampista | Sergio Nápoles | 58' |
| 26 | Delantero      | Carlos Cauich  | 74' |

| 4' · 48' · 58' · 63' · 82' | Leonardo Ramos Édgar Bárcenas Félix Araujo Édgar Bárcenas Luis Hernández | 1:0 2:0 3:0 4:1 5:1 |

| 60' | Sergio Nápoles | 3:1 |

| 42' · 43' · 88' | William Dias Leonardo Ramos Noé Maya |

| 14' · 56' | Emilio Mac Eachen Armando Escobar |

| Principal  | Oscar Mejía García        |
| Asistentes | Cesar Cerritos García     |
|            | Enrique Martìnez Sandoval |
| Cuarto     | Alejandro Funk Villafañe  |

|                    |     |     |
| Tiros              | 9   | 5   |
| Tiros a puerta     | 2   | 6   |
| Faltas             | 5   | 4   |
| Saques de esquina  | 3   | 2   |
| Penaltis           | 0   | 0   |
| Fueras de juego    | 2   | 3   |
| Posesión del balón | 56% | 44% |

| Alineación inicial |

| 19    | POR   | Gaspar Servio      |     |
| 6     | DEF   | William Dias       |     |
| 20    | DEF   | Félix Araujo       |     |
| 22    | DEF   | Enrique Pérez      |     |
| 30    | DEF   | Luis Hernández     |     |
| 7     | MED   | Bruno Costa        |     |
| 9     | MED   | Christian Bermúdez |     |
| 16    | MED   | Adolfo Domínguez   | 73' |
| 11    | MED   | Édgar Bárcenas     |     |
| 10    | DEL   | Edy Brambila       | 79' |
| 28    | DEL   | Leonardo Ramos     | 68' |
| D. T. | D. T. | Gabriel Caballero  |     |

| 1     | POR   | Édgar Hernández   |     |
| 27    | DEF   | Armando Escobar   |     |
| 4     | DEF   | Rodrigo Noya      |     |
| 5     | DEF   | Emilio Mac Eachen |     |
| 31    | DEF   | José Medina       |     |
| 8     | MED   | Renato Román      |     |
| 10    | MED   | David Toledo      | 74' |
| 11    | MED   | Carlos Acosta     | 58' |
| 25    | MED   | José Tehuitzil    |     |
| 9     | DEL   | Luis Madrigal     | 58' |
| 28    | DEL   | Martín Zúñiga     |     |
| D. T. | D. T. | Irving Rubirosa   |     |

| 18 | Delantero      | Eduardo Pérez     | 68'   |
| 73 | Centrocampista | Diego de la Torre | 73'   |
| 5  | Centrocampista | Noé Maya          | Entró |

| 29 | Centrocampista | Carlos Rosel   | 58' |
| 18 | Centrocampista | Sergio Nápoles | 58' |
| 26 | Delantero      | Carlos Cauich  | 74' |

| 4' · 48' · 58' · 63' · 82' | Leonardo Ramos Édgar Bárcenas Félix Araujo Édgar Bárcenas Luis Hernández | 1:0 2:0 3:0 4:1 5:1 |

| 60' | Sergio Nápoles | 3:1 |

| 42' · 43' · 88' | William Dias Leonardo Ramos Noé Maya |

| 14' · 56' | Emilio Mac Eachen Armando Escobar |

| Principal  | Oscar Mejía García        |
| Asistentes | Cesar Cerritos García     |
|            | Enrique Martìnez Sandoval |
| Cuarto     | Alejandro Funk Villafañe  |

|                    |     |     |
| Tiros              | 9   | 5   |
| Tiros a puerta     | 2   | 6   |
| Faltas             | 5   | 4   |
| Saques de esquina  | 3   | 2   |
| Penaltis           | 0   | 0   |
| Fueras de juego    | 2   | 3   |
| Posesión del balón | 56% | 44% |

| Alineación inicial |

| 19    | POR   | Gaspar Servio      |     |
| 6     | DEF   | William Dias       |     |
| 20    | DEF   | Félix Araujo       |     |
| 22    | DEF   | Enrique Pérez      |     |
| 30    | DEF   | Luis Hernández     |     |
| 7     | MED   | Bruno Costa        |     |
| 9     | MED   | Christian Bermúdez |     |
| 16    | MED   | Adolfo Domínguez   | 73' |
| 11    | MED   | Édgar Bárcenas     |     |
| 10    | DEL   | Edy Brambila       | 79' |
| 28    | DEL   | Leonardo Ramos     | 68' |
| D. T. | D. T. | Gabriel Caballero  |     |

| 1     | POR   | Édgar Hernández   |     |
| 27    | DEF   | Armando Escobar   |     |
| 4     | DEF   | Rodrigo Noya      |     |
| 5     | DEF   | Emilio Mac Eachen |     |
| 31    | DEF   | José Medina       |     |
| 8     | MED   | Renato Román      |     |
| 10    | MED   | David Toledo      | 74' |
| 11    | MED   | Carlos Acosta     | 58' |
| 25    | MED   | José Tehuitzil    |     |
| 9     | DEL   | Luis Madrigal     | 58' |
| 28    | DEL   | Martín Zúñiga     |     |
| D. T. | D. T. | Irving Rubirosa   |     |

| 18 | Delantero      | Eduardo Pérez     | 68'   |
| 73 | Centrocampista | Diego de la Torre | 73'   |
| 5  | Centrocampista | Noé Maya          | Entró |

| 29 | Centrocampista | Carlos Rosel   | 58' |
| 18 | Centrocampista | Sergio Nápoles | 58' |
| 26 | Delantero      | Carlos Cauich  | 74' |

| 4' · 48' · 58' · 63' · 82' | Leonardo Ramos Édgar Bárcenas Félix Araujo Édgar Bárcenas Luis Hernández | 1:0 2:0 3:0 4:1 5:1 |

| 60' | Sergio Nápoles | 3:1 |

| 42' · 43' · 88' | William Dias Leonardo Ramos Noé Maya |

| 14' · 56' | Emilio Mac Eachen Armando Escobar |

| Principal  | Oscar Mejía García        |
| Asistentes | Cesar Cerritos García     |
|            | Enrique Martìnez Sandoval |
| Cuarto     | Alejandro Funk Villafañe  |

|                    |     |     |
| Tiros              | 9   | 5   |
| Tiros a puerta     | 2   | 6   |
| Faltas             | 5   | 4   |
| Saques de esquina  | 3   | 2   |
| Penaltis           | 0   | 0   |
| Fueras de juego    | 2   | 3   |
| Posesión del balón | 56% | 44% |

| Alineación inicial |

| 19    | POR   | Gaspar Servio      |     |
| 6     | DEF   | William Dias       |     |
| 20    | DEF   | Félix Araujo       |     |
| 22    | DEF   | Enrique Pérez      |     |
| 30    | DEF   | Luis Hernández     |     |
| 7     | MED   | Bruno Costa        |     |
| 9     | MED   | Christian Bermúdez |     |
| 16    | MED   | Adolfo Domínguez   | 73' |
| 11    | MED   | Édgar Bárcenas     |     |
| 10    | DEL   | Edy Brambila       | 79' |
| 28    | DEL   | Leonardo Ramos     | 68' |
| D. T. | D. T. | Gabriel Caballero  |     |

| 1     | POR   | Édgar Hernández   |     |
| 27    | DEF   | Armando Escobar   |     |
| 4     | DEF   | Rodrigo Noya      |     |
| 5     | DEF   | Emilio Mac Eachen |     |
| 31    | DEF   | José Medina       |     |
| 8     | MED   | Renato Román      |     |
| 10    | MED   | David Toledo      | 74' |
| 11    | MED   | Carlos Acosta     | 58' |
| 25    | MED   | José Tehuitzil    |     |
| 9     | DEL   | Luis Madrigal     | 58' |
| 28    | DEL   | Martín Zúñiga     |     |
| D. T. | D. T. | Irving Rubirosa   |     |

| 18 | Delantero      | Eduardo Pérez     | 68'   |
| 73 | Centrocampista | Diego de la Torre | 73'   |
| 5  | Centrocampista | Noé Maya          | Entró |

| 29 | Centrocampista | Carlos Rosel   | 58' |
| 18 | Centrocampista | Sergio Nápoles | 58' |
| 26 | Delantero      | Carlos Cauich  | 74' |

| 4' · 48' · 58' · 63' · 82' | Leonardo Ramos Édgar Bárcenas Félix Araujo Édgar Bárcenas Luis Hernández | 1:0 2:0 3:0 4:1 5:1 |

| 60' | Sergio Nápoles | 3:1 |

| 42' · 43' · 88' | William Dias Leonardo Ramos Noé Maya |

| 14' · 56' | Emilio Mac Eachen Armando Escobar |

| Principal  | Oscar Mejía García        |
| Asistentes | Cesar Cerritos García     |
|            | Enrique Martìnez Sandoval |
| Cuarto     | Alejandro Funk Villafañe  |

|                    |     |     |
| Tiros              | 9   | 5   |
| Tiros a puerta     | 2   | 6   |
| Faltas             | 5   | 4   |
| Saques de esquina  | 3   | 2   |
| Penaltis           | 0   | 0   |
| Fueras de juego    | 2   | 3   |
| Posesión del balón | 56% | 44% |

| Alineación inicial |

#### Final - Vuelta
| 23    | POR   | Édgar Hernández  |     |
| 3     | DEF   | David Álvarez    | 64' |
| 4     | DEF   | Rodrigo Noya     |     |
| 13    | DEF   | Edgar Alaffita   |     |
| 14    | DEF   | Rolando González |     |
| 8     | MED   | Renato Román     |     |
| 11    | MED   | Gael Acosta      |     |
| 17    | MED   | Fernando Vázquez | 55' |
| 25    | MED   | José Tehuitzil   |     |
| 29    | MED   | Carlos Rosel     | 73' |
| 9     | DEL   | Luis Madrigal    |     |
| D. T. | D. T. | Irving Rubirosa  |     |

| 19    | POR   | Gaspar Servio      |     |
| 6     | DEF   | William Dias       |     |
| 20    | DEF   | Félix Araujo       |     |
| 22    | DEF   | Enrique Pérez      |     |
| 30    | DEF   | Luis Hernández     |     |
| 7     | MED   | Bruno Costa        |     |
| 9     | MED   | Christian Bermúdez | 68' |
| 11    | MED   | Edgar Barcenas     |     |
| 16    | MED   | Adolfo Domínguez   | 64' |
| 10    | DEL   | Edy Brambila       | 90' |
| 28    | DEL   | Leonardo Ramos     |     |
| D. T. | D. T. | Gabriel Caballero  |     |

| 18 | Centrocampista | Sergio Nápoles | 55' |
| 28 | Delantero      | Martín Zúñiga  | 64' |
| 26 | Delantero      | Carlos Cauich  | 73' |

| 26 | Centrocampista | Diego de la Torre | 64' |
| 21 | Centrocampista | José Ayoví        | 68' |
| 5  | Centrocampista | Noé Maya          | 90' |

| 22' · 34' | Luis Madrigal | 1:0 2:0 |

| 92' | José Ayoví | 2:1 |

| 48' · 78' · 84' | David Álvarez Carlos Cauich Martín Zúñiga |

| 39' · 44' · 66' · 78' | Adolfo Domínguez Leonardo Ramos Gaspar Servio Luis Hernández |

| 90' | Luis Robles (suplente) |

| Principal  | Jonathan Hernández Juárez     |
| Asistentes | Enrique Isaac Bustos Díaz     |
|            | Eduardo Acosta Orea           |
| Cuarto     | Juan Andrés Esquivel González |

|                    |     |     |
| Tiros              | 6   | 4   |
| Tiros a puerta     | 2   | 3   |
| Faltas             | 17  | 19  |
| Saques de esquina  | 9   | 1   |
| Penaltis           | 1   | 0   |
| Fueras de juego    | 0   | 0   |
| Posesión del balón | 62% | 38% |

| Alineación inicial |

| 23    | POR   | Édgar Hernández  |     |
| 3     | DEF   | David Álvarez    | 64' |
| 4     | DEF   | Rodrigo Noya     |     |
| 13    | DEF   | Edgar Alaffita   |     |
| 14    | DEF   | Rolando González |     |
| 8     | MED   | Renato Román     |     |
| 11    | MED   | Gael Acosta      |     |
| 17    | MED   | Fernando Vázquez | 55' |
| 25    | MED   | José Tehuitzil   |     |
| 29    | MED   | Carlos Rosel     | 73' |
| 9     | DEL   | Luis Madrigal    |     |
| D. T. | D. T. | Irving Rubirosa  |     |

| 19    | POR   | Gaspar Servio      |     |
| 6     | DEF   | William Dias       |     |
| 20    | DEF   | Félix Araujo       |     |
| 22    | DEF   | Enrique Pérez      |     |
| 30    | DEF   | Luis Hernández     |     |
| 7     | MED   | Bruno Costa        |     |
| 9     | MED   | Christian Bermúdez | 68' |
| 11    | MED   | Edgar Barcenas     |     |
| 16    | MED   | Adolfo Domínguez   | 64' |
| 10    | DEL   | Edy Brambila       | 90' |
| 28    | DEL   | Leonardo Ramos     |     |
| D. T. | D. T. | Gabriel Caballero  |     |

| 18 | Centrocampista | Sergio Nápoles | 55' |
| 28 | Delantero      | Martín Zúñiga  | 64' |
| 26 | Delantero      | Carlos Cauich  | 73' |

| 26 | Centrocampista | Diego de la Torre | 64' |
| 21 | Centrocampista | José Ayoví        | 68' |
| 5  | Centrocampista | Noé Maya          | 90' |

| 22' · 34' | Luis Madrigal | 1:0 2:0 |

| 92' | José Ayoví | 2:1 |

| 48' · 78' · 84' | David Álvarez Carlos Cauich Martín Zúñiga |

| 39' · 44' · 66' · 78' | Adolfo Domínguez Leonardo Ramos Gaspar Servio Luis Hernández |

| 90' | Luis Robles (suplente) |

| Principal  | Jonathan Hernández Juárez     |
| Asistentes | Enrique Isaac Bustos Díaz     |
|            | Eduardo Acosta Orea           |
| Cuarto     | Juan Andrés Esquivel González |

|                    |     |     |
| Tiros              | 6   | 4   |
| Tiros a puerta     | 2   | 3   |
| Faltas             | 17  | 19  |
| Saques de esquina  | 9   | 1   |
| Penaltis           | 1   | 0   |
| Fueras de juego    | 0   | 0   |
| Posesión del balón | 62% | 38% |

| Alineación inicial |

| 23    | POR   | Édgar Hernández  |     |
| 3     | DEF   | David Álvarez    | 64' |
| 4     | DEF   | Rodrigo Noya     |     |
| 13    | DEF   | Edgar Alaffita   |     |
| 14    | DEF   | Rolando González |     |
| 8     | MED   | Renato Román     |     |
| 11    | MED   | Gael Acosta      |     |
| 17    | MED   | Fernando Vázquez | 55' |
| 25    | MED   | José Tehuitzil   |     |
| 29    | MED   | Carlos Rosel     | 73' |
| 9     | DEL   | Luis Madrigal    |     |
| D. T. | D. T. | Irving Rubirosa  |     |

| 19    | POR   | Gaspar Servio      |     |
| 6     | DEF   | William Dias       |     |
| 20    | DEF   | Félix Araujo       |     |
| 22    | DEF   | Enrique Pérez      |     |
| 30    | DEF   | Luis Hernández     |     |
| 7     | MED   | Bruno Costa        |     |
| 9     | MED   | Christian Bermúdez | 68' |
| 11    | MED   | Edgar Barcenas     |     |
| 16    | MED   | Adolfo Domínguez   | 64' |
| 10    | DEL   | Edy Brambila       | 90' |
| 28    | DEL   | Leonardo Ramos     |     |
| D. T. | D. T. | Gabriel Caballero  |     |

| 18 | Centrocampista | Sergio Nápoles | 55' |
| 28 | Delantero      | Martín Zúñiga  | 64' |
| 26 | Delantero      | Carlos Cauich  | 73' |

| 26 | Centrocampista | Diego de la Torre | 64' |
| 21 | Centrocampista | José Ayoví        | 68' |
| 5  | Centrocampista | Noé Maya          | 90' |

| 22' · 34' | Luis Madrigal | 1:0 2:0 |

| 92' | José Ayoví | 2:1 |

| 48' · 78' · 84' | David Álvarez Carlos Cauich Martín Zúñiga |

| 39' · 44' · 66' · 78' | Adolfo Domínguez Leonardo Ramos Gaspar Servio Luis Hernández |

| 90' | Luis Robles (suplente) |

| Principal  | Jonathan Hernández Juárez     |
| Asistentes | Enrique Isaac Bustos Díaz     |
|            | Eduardo Acosta Orea           |
| Cuarto     | Juan Andrés Esquivel González |

|                    |     |     |
| Tiros              | 6   | 4   |
| Tiros a puerta     | 2   | 3   |
| Faltas             | 17  | 19  |
| Saques de esquina  | 9   | 1   |
| Penaltis           | 1   | 0   |
| Fueras de juego    | 0   | 0   |
| Posesión del balón | 62% | 38% |

| Alineación inicial |

| 23    | POR   | Édgar Hernández  |     |
| 3     | DEF   | David Álvarez    | 64' |
| 4     | DEF   | Rodrigo Noya     |     |
| 13    | DEF   | Edgar Alaffita   |     |
| 14    | DEF   | Rolando González |     |
| 8     | MED   | Renato Román     |     |
| 11    | MED   | Gael Acosta      |     |
| 17    | MED   | Fernando Vázquez | 55' |
| 25    | MED   | José Tehuitzil   |     |
| 29    | MED   | Carlos Rosel     | 73' |
| 9     | DEL   | Luis Madrigal    |     |
| D. T. | D. T. | Irving Rubirosa  |     |

| 19    | POR   | Gaspar Servio      |     |
| 6     | DEF   | William Dias       |     |
| 20    | DEF   | Félix Araujo       |     |
| 22    | DEF   | Enrique Pérez      |     |
| 30    | DEF   | Luis Hernández     |     |
| 7     | MED   | Bruno Costa        |     |
| 9     | MED   | Christian Bermúdez | 68' |
| 11    | MED   | Edgar Barcenas     |     |
| 16    | MED   | Adolfo Domínguez   | 64' |
| 10    | DEL   | Edy Brambila       | 90' |
| 28    | DEL   | Leonardo Ramos     |     |
| D. T. | D. T. | Gabriel Caballero  |     |

| 18 | Centrocampista | Sergio Nápoles | 55' |
| 28 | Delantero      | Martín Zúñiga  | 64' |
| 26 | Delantero      | Carlos Cauich  | 73' |

| 26 | Centrocampista | Diego de la Torre | 64' |
| 21 | Centrocampista | José Ayoví        | 68' |
| 5  | Centrocampista | Noé Maya          | 90' |

| 22' · 34' | Luis Madrigal | 1:0 2:0 |

| 92' | José Ayoví | 2:1 |

| 48' · 78' · 84' | David Álvarez Carlos Cauich Martín Zúñiga |

| 39' · 44' · 66' · 78' | Adolfo Domínguez Leonardo Ramos Gaspar Servio Luis Hernández |

| 90' | Luis Robles (suplente) |

| Principal  | Jonathan Hernández Juárez     |
| Asistentes | Enrique Isaac Bustos Díaz     |
|            | Eduardo Acosta Orea           |
| Cuarto     | Juan Andrés Esquivel González |

|                    |     |     |
| Tiros              | 6   | 4   |
| Tiros a puerta     | 2   | 3   |
| Faltas             | 17  | 19  |
| Saques de esquina  | 9   | 1   |
| Penaltis           | 1   | 0   |
| Fueras de juego    | 0   | 0   |
| Posesión del balón | 62% | 38% |

| Alineación inicial |

| Campeón de Ascenso 2017-18              |
| --------------------------------------- |
|                                         |
| Tapachula                               |
| 1.er Título                             |
| Acreedor del premio económico (120 MDP) |